# 天山的红花
《天山的红花》是1964年由西安电影制片厂与北京电影制片厂联合摄制的彩色故事片。由陈怀皑、刘宝德、崔嵬执导，欧琳担任编剧，法蒂哈、木特里夫等主演。讲述了新疆天山地区哈萨克族牧民在人民公社化后，生产队队长阿依古丽和丈夫阿斯哈勒夫妻间的纠葛。
《天山的红花》获得第一届全国少数民族题材电影艺术“骏马奖”故事片纪念奖。

## 主要剧情

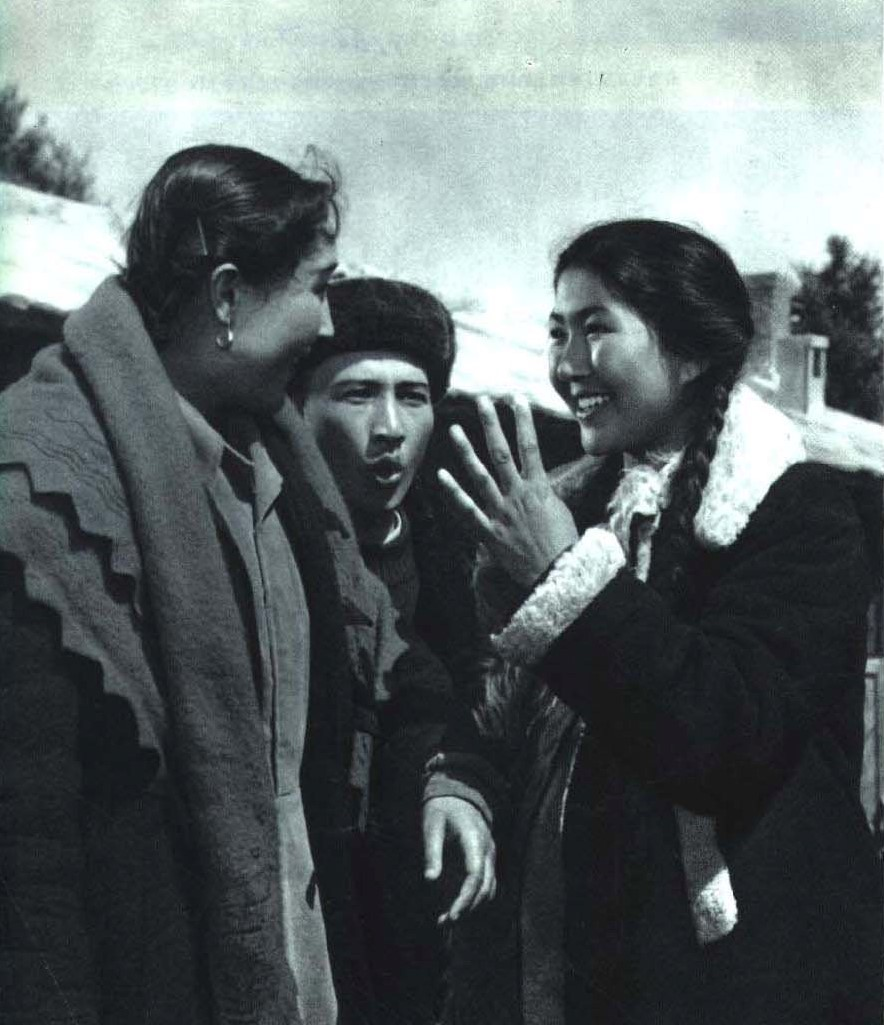
《人民画报》1964年第12期刊登的《天山的红花》剧照

1959年，天山脚下的东风公社选出了自己的畜牧生产队队长，由哈萨克族女中国共产党党员阿依古丽（法蒂哈 饰）担任。生产队大部分社员都很拥护阿依古丽，但牧主的儿子，生产队兽医哈斯木（别尔特罕 饰）却怀恨在心。阿依古丽的丈夫阿斯哈勒（木特里夫 饰）是个具有大男子主义并贪慕小家富足的男人，哈斯木借阿依古丽当选生产队队长一事挑拨阿斯哈勒与阿依古丽的关系。阿斯哈勒听了哈斯木的话，对阿依古丽打骂。阿依古丽并未受此影响，带领生产队取得了公社畜牧业的丰收。
次年春天，公社即将遭遇暴风雪。当时畜牧生产队正值产羔旺季，社员们在阿依古丽的带领下做好了御寒准备，并为羊羔准备了青霉素，以防肺炎蔓延。哈斯木心生一计，在暴风雪到来之时，破坏羊舍的门窗，并嫁祸给阿斯哈勒。因为遭遇寒冻，羊羔间开始蔓延肺炎。哈斯木给羊羔们注射被蒸馏水代替的青霉素，羊羔们纷纷病倒。面对减产的情况，哈斯木开始散布“春天胡大将下暴雪，青霉素无用都是因为女人当了队长”的谣言。
对哈斯木暗中监视的阿依古丽让公社化验哈斯木用过的药品，结果证明不是青霉素。手握证据的阿依古丽准备抓获哈斯木。暴露的哈斯木逃跑，阿依古丽随即追捕，过程中不幸被哈斯木击中受伤。及时赶来的社员们将哈斯木抓获，并救助了阿依古丽。这件事让阿斯哈勒认识到了自己不当的行为。伤愈回归的阿依古丽收到了社员们的欢迎，阿斯哈勒也由衷地拥护阿依古丽当队长并送上红花。

## 电影制作
《天山的红花》创作于十七年时期。新疆电影制片厂编剧、编辑欧琳两次前往哈萨克族分布的牧区生活，在当地完成电影剧本《野菊花》。1963年第4期的《电影剧作》杂志刊登《野菊花》，受到冯牧等评论家的关注。最初，电影由西安电影制片厂刘宝德导演执导。1963年底，中华人民共和国文化部召集几个电影制片厂选取中华人民共和国国庆十五周年献礼影片。陈荒煤认为《野菊花》是个好剧本将其选为献礼片，并让北京电影制片厂和西安电影制片厂合作拍摄，借此提升西安电影制片厂的创作能力。电影开拍前，夏衍将影片名改为《天山的红花》。
受到慢性肝病影响的导演崔嵬接到任务后，推辞手上的其他工作，于1964年1月带病前往西安市，后前往新疆。电影拍摄前的农历新年，电影的筹拍工作兵分两路开展：崔嵬与刘宝德等人留在乌鲁木齐市修改剧本、挑选演员。电影剧本最初主要矛盾放在了阿依古丽和阿斯哈勒间的夫妻矛盾上。但因当时的政治需要，加强了阶级斗争的内容，牧场主儿子哈斯木的剧情增多，成为重要的情节。《天山的红花》主要角色均由哈萨克族演员扮演，如乌买尔老爹由作曲家阿力（甫）别克扮演。另一组工作人员由摄影聂晶等人组成，前往哈萨克族分布的北疆牧区采景。电影外景选择在赛里木湖、伊犁哈萨克自治州尼勒克县东南的唐布拉草原等地拍摄。
1964年4月，电影《天山的红花》正式开拍，历时75个工作日，转战于三、四处拍摄点完成拍摄。拍摄《天山的红花》所使用的胶片因已错过使用期限导致质量较差，不过摄影师聂晶通过取光、选色等方式将其弥补。为提升电影气氛，电影中许多录音录制的是牧民日常生活的声音。电影拍摄过程中，新疆电影制片厂的工作人员也参与到拍摄工作中。电影拍摄完成，进行审查时，要求补拍一场“党支部会议”的场景。摄制团队并未再次前往新疆，而是在北京的摄影棚中支起从新疆带回的毡房，在毡房中拍摄。电影《天山的红花》的景别、镜头设计作为案例收录在如《大众电影知识》《电影电视剪辑学》等电影科普、教学著作中。
电影由傅正义和王联剪辑，二人随摄制组行动，参与创作，分别在新疆和北京完成粗剪和细剪精剪。到后期配音时，上海电影译制厂让李梓和苏秀二人分别为电影女主角阿依古丽试配，最终选择李梓为其配音。《天山的红花》是中华人民共和国首部使用染印法洗印的电影。1964年9月，《天山的红花》完成制作。《天山的红花》是中华人民共和国成立后，首次制成汉语、哈萨克语两套底片的电影。

## 上映情况
1964年10月，《天山的红花》上映。文化大革命之后，《天山的红花》于1976年12月16日在中国大陆重新公映，并在香港、澳门等地上映。此后《天山的红花》又在法国、德国等国家上映。

## 奖项与衍生品
1995年，《天山的红花》获首届全国少数民族题材电影骏马奖故事片纪念奖。
除电影本身外，《天山的红花》还存有多种艺术形式。1962年，欧琳将电影文学剧本改编为系列短篇小说：《奥依古丽》《草原的翅膀》《草原啊草原》，并在《新疆文学》杂志上发表。1965年，《天山的红花》电影文学剧本单行本由中国电影出版社出版。同时，乌鲁木齐京剧团将电影改编为京剧现代戏《天山红花》。该剧目获得1965年西北五省现代戏会演优秀剧目。《天山的红花》也被欧琳改编为四幕七场的话剧《奥依古丽》，由新疆歌舞话剧院表演。《天山的红花》又于1965年被中国歌剧舞剧院改编为歌剧，并以《阿依古丽》的新名上演。2009年，上海人民美术出版社出版《天山的红花》的连环画。